# Reino Huhtiniemi
Reino Edvard Kalevi Huhtiniemi är en finländsk arkitekt. På 1960-talet arbetade han några år i Alvar Aaltos arkitektbyrå och medverkade då bland annat i ritandet av Tekniska högskolans byggnader i Otnäs i Esbo.
Han är gift med inredningsarkitekten Kaarina Huhtiniemi. Paret grundade 1965 en gemensam arkitektbyrå. Kaarina Huhtiniemi ritade merparten av interiören för Malms kulturhus.

## Verk i urval
- Casa Academica, 1975, Perhogatan/Sanduddsgatan, Helsingfors (med Kimmo Söderholm)
- Malms kulturhus, Malm, Helsingfors, 1994 (med Kimmo Söderholm)[3]
- Flygplatsterminal i Varkaus, 2000 (med Kaarina Huhtiniemi)[4]

## Bildgalleri

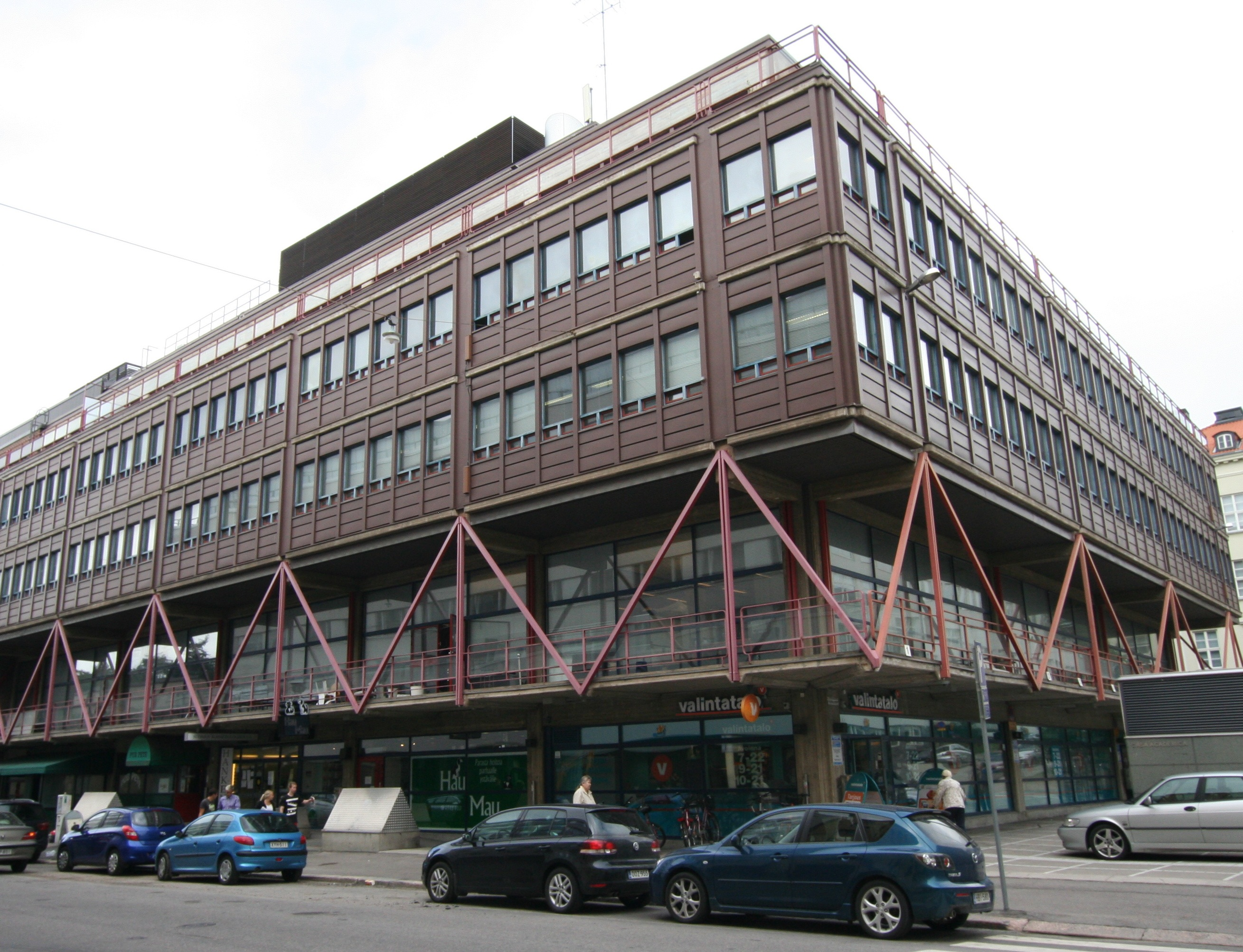
Casa Academica
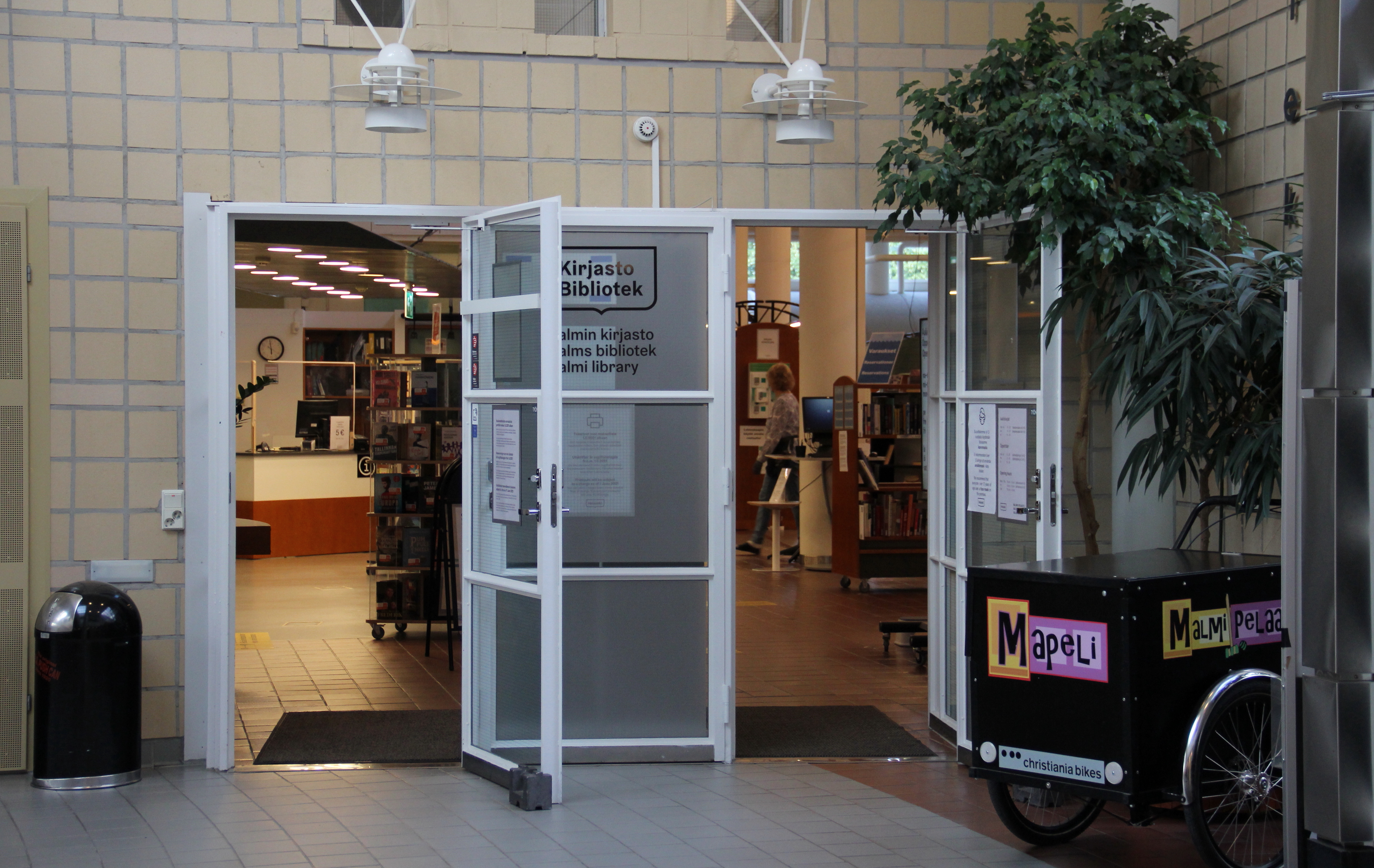
Malms kulturhus
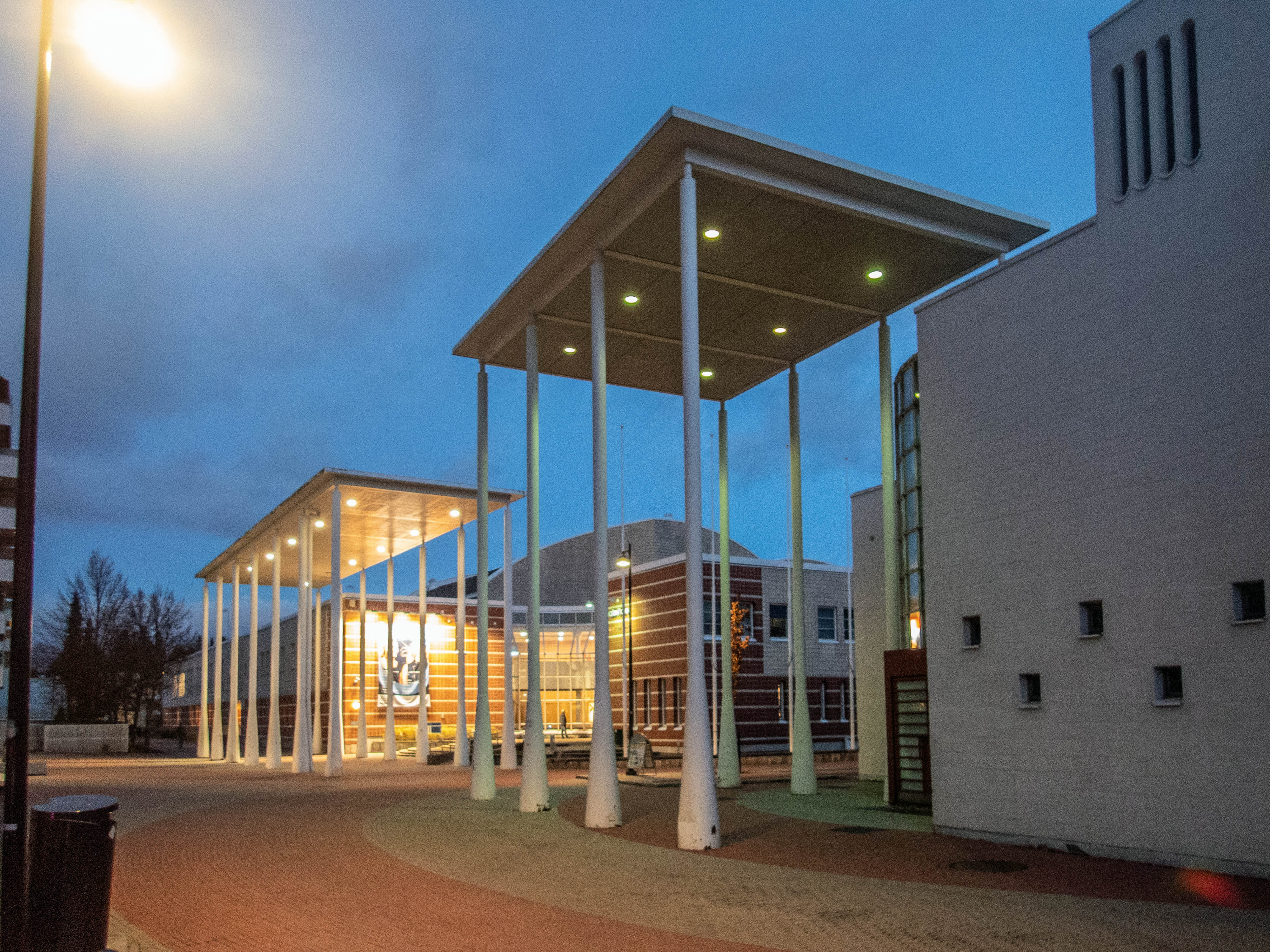
Malms kulturhus
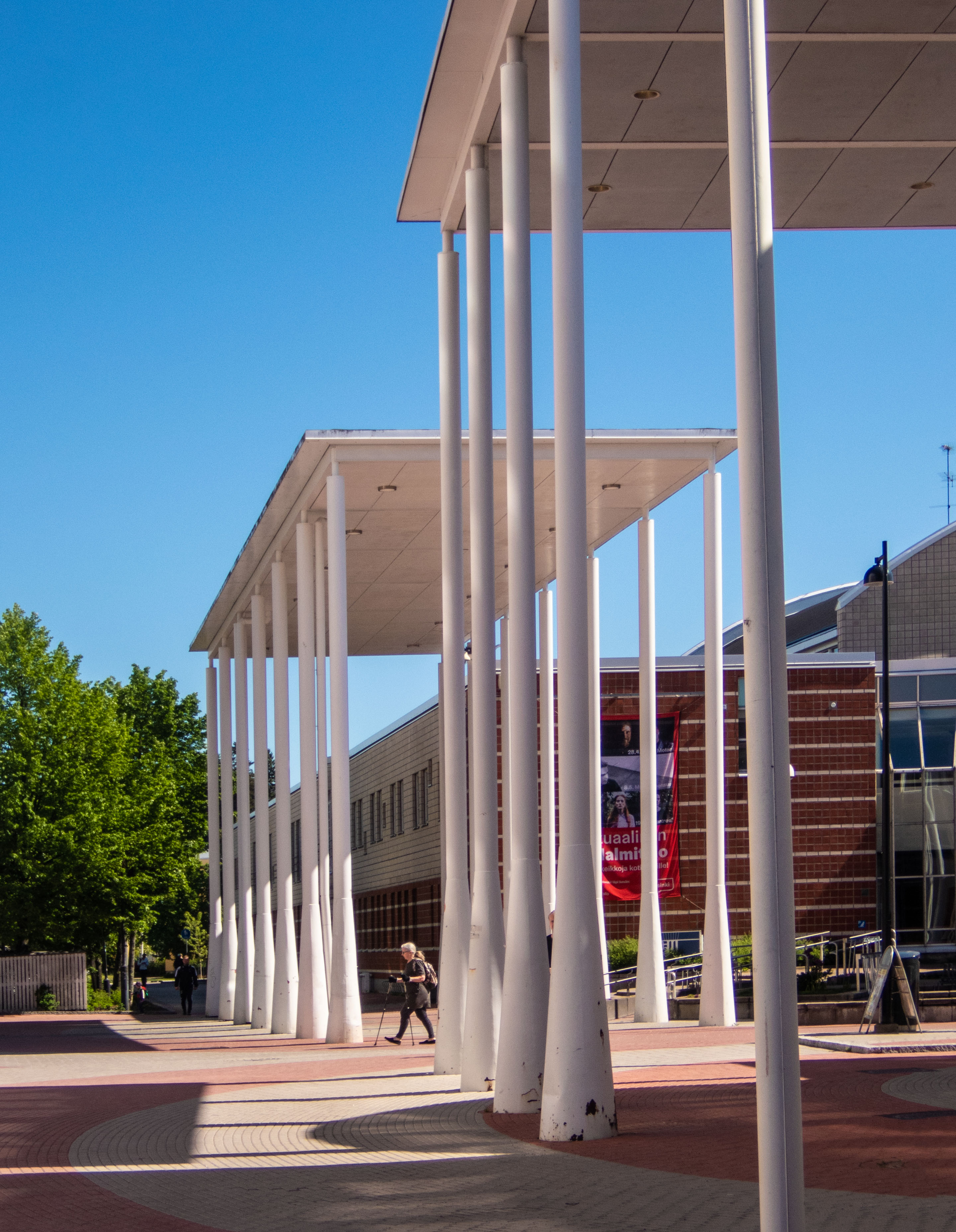
Malms kulturhus